# Ole Lange
Ole Lange (4. august 1937 - 25. november 2017) var en dansk forfatter, journalist og professor, dr.phil. Han var professor ved Center for Virksomhedshistorie på Handelshøjskolen i København. I 1960'erne var han med i redaktionen af Politisk Revy og i 1970'erne var han erhvervs- og sportsredaktør ved Dagbladet Information.

## Biografi
Ole Lange var student fra Birkerød Statsskole i 1956, cand.mag. 1969 og dr.phil. fra Københavns Universitet 1980. Ole var gift med Else Lange (født Juul Hansen) i 55 år. De fik tre børn redaktør Mads Lange, Louise Lange og Kristoffer Lange.
Ole døde i 2017.

## Primære forskningsområder
Hans primære forskningsområder var C.F. Tietgen og Privatbank-imperiet i perioden 1829-1901. Desuden det dansk-tyske erhvervssamarbejde under besættelsen især omkring skibsværfterne samt den store kunstspekulation 1916-1922 og dens finansiering.

## Forfatterskab
Ole Lange har nogle bogudgivelser bag sig. Dette gælder følgende værker.
- Finansmænd, stråmænd og mandariner. C.F. Tietgen, Privatbanken og Store Nordiske. Etablering 1868-76 / Gyldendal 1978 / 395 s.
- Partnere og rivaler. C.F. Tietgen, Eastern Extension og Store Nordiske. Ekspansion i Kina 1880-86 / Gyldendal 1980 / 283 s.
- Den hvide elefant. H.N. Andersens eventyr og ØK 1852-1914 / Gyldendal 1986 / 2. udgave Gyldendal 1990) / 256 s.
- Jorden er ikke større… H.N. Andersen, ØK og storpolitikken 1914-37 / Gyldendal 1988 / 2. udgave Gyldendal 1990 / 297 s.
- Med Jyske Øjne… En krønike om verden og Jyske Bank 1967-92 /Handelshøjskolen Forlag og Jyske Bank 1992
- Logbog for Lauritzen 1884-1995. Historien om Konsulen, hans sønner og Lauritzen Gruppen / Handelshøjskolens Forlag 1995 / 408 s.
- Juvelen der blev til skrot. Kampen om B&W 1945-96 / Gyldendal 2001 / 400 s.
- Stormogulen: CF Tietgen, en finansmand, hans imperium og hans tid 1829-1901. København: Gyldendal, 2006. 593 s.
- Outze (med Alex Frank Larsen) København / Informations Forlag 2010 / 849 s.

### Artikler
- Ole Lange (1. januar 1988), "KINCH-AFFÆREN: H.N.ANDERSEN OG DE PYNTEDE ØK-REGNSKABER", Fund og forskning i Det Kongelige Biblioteks samlinger, 28: 47-63, doi:10.7146/FOF.V28I1.40923, Wikidata  Q106672700

## Priser
Han har modtaget priserne PH-prisen 1978 og Dansk Forfatterforenings Faglitterære Pris 1994.